# A Jen-beli Tan herceg története
A Jen (Yan)-beli Tan (Dan) herceg története a kínai elbeszélő irodalom korai alkotása, melynek szerzője és keletkezési kora is ismeretlen. Az önálló műként számon tartott alkotás először a 7. században bukkan fel. Valós történelmi eseményt dolgoz fel, amelyben egy bizonyos Csing-ko (Jingke) (荊軻; ? – i. e. 227.) merényletet kísérel meg Csin (Qin) királya, a leendő első császár, Csin Si Huang-ti (Qin Shi Huangdi) ellen.

## Keletkezése
Ezen a címen a Han-dinasztia hivatalos történeti művének, a Han su (Han shu) bibliográfiai fejezetében, a Ji-ven-cse (Yiwenzhi)ben ugyan nem szerepel ilyen mű, mégis számos tudós feltételezi, hogy valamikor a Csin (Qin)-dinasztia idején keletkezett ókori alkotás lehet. Először csak a Szuj (Sui)-dinasztia idején, az i. sz. 7. században bukkan fel, a dinasztia hivatalos történeti művében tesznek róla említést, ám ekkor már sok más, hasonló korú munkában is találni belőle idézeteket.

## Tartalma
Az elbeszélés azt a valóságos eseményt dolgozza fel, amelyről Kína nagy krónikása, Sze-ma Csien (Sima Qian) is megemlékezik művében, A történetíró feljegyzéseiben. A 86. fejezetben, Csing-ko (Jingke) életrajzásban leírtak mindemellett hasznos kiegészítésül is szolgálnak az elbeszélés homályosabb részleteinek értelmezéséhez.
A történet a Csin (Qin) királya elleni sikertelen merényletet dolgozza fel szépirodalmi igényességgel és színvonalon. Az elbeszélés magyar nyelvű tolmácsolójának, Csongor Barnabásnak az értékelése szerint: „Az elbeszélés a történetíró adatait sutaságával is megdöbbentő erejű, sűrű levegőjű történetté formálja. Népmesei elemek keverednek benne balladai komorságú szenvedélyekkel.”